# Nokia 3510

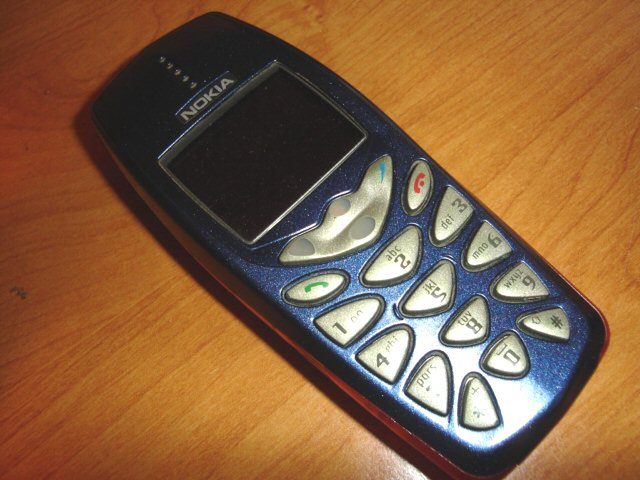
Nokia 3510i

Le Nokia 3510 est un GSM créé par Nokia avec un écran de 96 × 65 pixels noir et blanc. Le Nokia 3510i a un écran de 4096 couleurs.
Il communique par GPRS utilisé pour l'internet mobile : le WAP. Les utilisateurs peuvent télécharger des applications Java, fond d'écran et sonneries polyphoniques. Le téléphone peut recevoir des SMS et MMS, inclut un logiciel de messagerie instantanée pour AOL et ICQ dans les dernières mises à jour. Il fonctionne sur le réseau 900/1800 (bi-bande), possède un clavier conventionnel et ses coques peuvent être changées. Son débit d'absorption spécifique (DAS) est de 0,66 W/kg[réf. nécessaire].